# 中聯信託
中聯信託投資股份有限公司，簡稱中聯信託，台灣曾經存在的信託公司，於1971年成立，金融代號043。曾是宏國集團的一部份。在2007年因為掏空案等問題，不良債權過高，遭行政院金融監督管理委員會強制接管並公開標售。於2007年，併入國泰世華銀行。

## 歷史
1970年5月，中聯信託由中華貿易開發公司發起成立，原始股東包括美商歐文銀行（1989年被紐約銀行併購）、永豐餘、台灣水泥、裕隆汽車、士林紙業等，共同創辦人陳勇、張仁滔等。1971年10月，中聯信託正式營業。
中華貿易與士林紙業分別於1984年與1985年間，將中聯信託股份出售給中國國民黨所屬的中央投資公司以及三重幫所屬的宏國集團。1986年9月6日，宏國集團成立富騰實業。1994年，中央投資公司將中聯信託股份出售給宏國集團，富騰實業買下中聯信託，宏國集團主導中聯信託的經營。中聯信託引進中國國際商業銀行、第一商業銀行、上海商業儲蓄銀行等資金。1995年泰瑞電子被其創辦人洪敏泰賣給富騰實業，1995年7月31日泰瑞電子改名為泰瑞興業，1998年9月2日泰瑞興業改名為林三號國際發展。
2000年，宏國集團經營出現危機，引發投資人信心不足，中聯信託出現擠兌風波；中華民國財政部部長邱正雄發表聲明，說明財政部將支持中聯信託，也將協助中聯信託與其他銀行合併或轉型，穩定投資人信心。2003年，中聯信託對外拍賣不良債權以穩定公司經營，同時企圖轉型為工業銀行或商業銀行。2005年，林三號國際發展改名金尚昌開發。
2007年3月30日，行政院金融監督管理委員會主任委員胡勝正宣布，因為中聯信託經營狀況持續惡化，金管會指派中央存款保險公司接管中聯信託。同年12月29日，國泰世華銀行參與金管會的公開標售，以新臺幣129億元標得中聯信託資產、負債及經營權；中聯信託併入國泰世華銀行。

## 掏空案
2012年，臺灣臺北地方法院檢察署調查發現，宏國建設副董事長林鴻明透過金尚昌開發在1999年向中聯信託貸款新臺幣18億元，以新北市淡水區的土地作為擔保；因無法還款，中聯信託在2003年後以新臺幣12億元的代價將這些土地拍賣給其他建設公司，但是金尚昌開發財報未揭露此事，林鴻明涉及掏空金尚昌開發資產。2009年，臺灣證券交易所將金尚昌開發股票轉為全額交割股。2014年，臺灣高等法院判處林鴻明有期徒刑12年。
2015年，臺北地檢署進一步調查，指控林鴻明與其弟林鴻道在2003年至2007年間，藉任職宏國集團的機會掏空中聯信託資產，不法所得達新臺幣24億元。2015年6月16日，金融監督管理委員會銀行局表示，此案是由中央存款保險公司移送，而且林鴻明已非金融機構負責人，銀行局尊重司法調查；中央存款保險公司表示，涉及偵查不公開，不便回應。